# 2021-es öttusa-világbajnokság
A 2021-es öttusa-világbajnokságot, amely a 60. volt, az egyiptomi Kairóban rendeztek 2021. június 8. és 14. között. Az öt versenyszám a hagyományos vívás, úszás, lovaglás és a lövészettel kombinált futás voltak.

## Érmesek

### Férfiak
| Versenyszám | Arany                                                         | Arany | Ezüst                                                           | Ezüst | Bronz                                                | Bronz |
| ----------- | ------------------------------------------------------------- | ----- | --------------------------------------------------------------- | ----- | ---------------------------------------------------- | ----- |
| Egyéni      | Marosi Ádám · Magyarország                                    | 1435  | Alekszandr Lifanov Orosz Szövetség                              | 1426  | Ahmed Elgendy · Egyiptom                             | 1417  |
| Csapat      | Magyarország · Marosi Ádám · Bereczki Richárd · Demeter Bence | 4185  | Németország · Fabian Liebig · Marvin Faly Dogue · Patrick Dogue | 4183  | Egyiptom · Eslam Hamad · Ahmed Hamed · Ahmed Elgendy | 4171  |
| Váltó       | Orosz Szövetség Alekszandr Lifanov Makszim Kuznyecov          | 1491  | Dél-Korea · Csong Dzsinhva · Jun Woongtae                       | 1486  | Kína · Han Jiahao · Zhang Linbin                     | 1482  |

### Nők
| Versenyszám | Arany                                                            | Arany | Ezüst                                                            | Ezüst | Bronz                                                        | Bronz |
| ----------- | ---------------------------------------------------------------- | ----- | ---------------------------------------------------------------- | ----- | ------------------------------------------------------------ | ----- |
| Egyéni      | Anasztaszija Prakapenka · Fehéroroszország                       | 1353  | Élodie Clouvel · Franciaország                                   | 1341  | Gulyás Michelle · Magyarország                               | 1339  |
| Csapat      | Németország · Annika Schleu · Rebecca Langrehr · Janine Kohlmann | 3960  | Magyarország · Guzi Blanka · Alekszejev Tamara · Gulyás Michelle | 3907  | Németország · Annika Schleu · Janine Kohlmann · Anna Matthes | 3898  |
| Váltó       | Fehéroroszország · Irina Praszjancova · Volha Szilkina           | 1395  | Orosz Szövetség Gulnaz Gubajdullina Uljana Batasova              | 1383  | Magyarország · Erdős Rita · Simon Sarolta                    | 1343  |

### Vegyes
| Versenyszám | Arany                                | Arany | Ezüst                                                      | Ezüst | Bronz                                          | Bronz |
| ----------- | ------------------------------------ | ----- | ---------------------------------------------------------- | ----- | ---------------------------------------------- | ----- |
| Váltó       | Dél-Korea · Seo Changwan · Kim Sehee | 1432  | Fehéroroszország · Ilja Palazkov · Anasztaszija Prakapenka | 1422  | Németország · Patrick Dogue · Rebecca Langrehr | 1415  |

## Éremtáblázat
|          | Nemzet           | Arany | Ezüst | Bronz | Összesen |
| 1.       | Magyarország     | 2     | 1     | 2     | 5        |
| 2.       | Fehéroroszország | 2     | 1     | 1     | 4        |
| 3.       | Orosz Szövetség  | 1     | 2     | 0     | 3        |
| 4.       | Németország      | 1     | 1     | 1     | 3        |
| 5.       | Dél-Korea        | 1     | 1     | 0     | 2        |
| 6.       | Franciaország    | 0     | 1     | 0     | 1        |
| 7.       | Egyiptom         | 0     | 0     | 2     | 2        |
| 8.       | Kína             | 0     | 0     | 1     | 1        |
| Összesen | Összesen         | 7     | 7     | 7     | 21       |